# Warrana lunata
Warrana lunata is een tweekleppigensoort uit de familie van de Condylocardiidae. De wetenschappelijke naam van de soort is voor het eerst geldig gepubliceerd in 2002 door Middelfart.